# Xian de Dingbian
Le xian de Dingbian (定边县 ; pinyin : Dìngbiān Xiàn) est un district administratif de la province du Shaanxi en Chine. Il est placé sous la juridiction de la ville-préfecture de Yulin.

## Démographie
La population du district était de 286 698 habitants en 1999.